# Jakarta International 2005
Die Jakarta International 2005 im Badminton fanden vom 21. bis zum 25. Juni 2005 in Jakarta statt.

## Sieger und Platzierte
| Disziplin    | Gold                            | Silber                                  | Bronze                             |
| ------------ | ------------------------------- | --------------------------------------- | ---------------------------------- |
| Herreneinzel | Jeffer Rosobin                  | Budi Santoso                            | Nguyễn Tiến Minh                   |
| Herreneinzel | Jeffer Rosobin                  | Budi Santoso                            | Andre Kurniawan Tedjono            |
| Dameneinzel  | Maria Kristin Yulianti          | Fransisca Ratnasari                     | Wiwis Meilyanna                    |
| Dameneinzel  | Maria Kristin Yulianti          | Fransisca Ratnasari                     | Atu Rosalina                       |
| Herrendoppel | Rohanda Agung Enroe             | Yoga Ukikasah Yonathan Suryatama Dasuki | Jaseel P. Ismail Valiyaveetil Diju |
| Herrendoppel | Rohanda Agung Enroe             | Yoga Ukikasah Yonathan Suryatama Dasuki | Rendra Wijaya Rian Sukmawan        |
| Damendoppel  | Apriliana Rintan Rani Mundiasti | Meiliana Jauhari Purwati                | Mona Santoso Eny Widiowati         |
| Damendoppel  | Apriliana Rintan Rani Mundiasti | Meiliana Jauhari Purwati                | Jane David Nadya Melati            |
| Mixed        | Valiyaveetil Diju Jwala Gutta   | Trần Thanh Hải Ngô Hải Văn              | Ruben Gordown Khosadalina Purwati  |
| Mixed        | Valiyaveetil Diju Jwala Gutta   | Trần Thanh Hải Ngô Hải Văn              | C. K. Widi Dede Hasanah            |